# Tango (Zeitschrift)
Tango (Eigenschreibweise: tango) war eine von dem Verlag Gruner + Jahr herausgegebene Illustrierte, die am 29. September 1994 erstmals erschien. Chefredakteur war Hans-Hermann Tiedje, der zuvor in gleicher Position bei der Bunten und der Bild-Zeitung tätig war. Als „Info-Illustrierte“ beworben, stellte sie sich schnell als ein Misserfolg heraus. Von der ursprünglich angepeilten Auflage von 500.000 Exemplaren konnte zum Ende des Jahres nur die Hälfte erzielt werden.
Zuletzt wurde eine Zahl von 180.000 verkauften Exemplaren angegeben. Am 1. Juni 1995 wurde die Zeitschrift nach 37 Ausgaben schließlich eingestellt. Die dem Verlag aus diesem Projekt entstandenen Verluste beliefen sich auf 57 Millionen DM.
Tango beschäftigte 120 Mitarbeiter. Die politische Ausrichtung der Zeitschrift wurde von Tiedje – im Gegensatz zu der der Schwesterillustrierten Stern – als „liberal bis konservativ“ bezeichnet.